# CBS Media Ventures
CBS Media Ventures  je americká televizní distribuční společnost, součást studia CBS Studios a distribuční odvětví televizních sítí CBS a The CW.
Společnost vznikla jako CBS Paramount Domestic Television v roce 2006 transformací distributora Paramount Domestic Television. Po začlenění produkční společnosti King World Productions o rok později získala název CBS Television Distribution. V roce 2021 došlo ke změně názvu na CBS Media Ventures. K distribuovaným pořadům patří např. seriály Kriminálka Las Vegas, Námořní vyšetřovací služba, 90210: Nová generace, Hawaii 5-0, Crazy Ex-Girlfriend a Star Trek: Discovery.